# Erkki Kansanaho
Erkki Kalervo Kansanaho, född 11 juli 1915, död 7 december 2003, var biskop i Tammerfors stift inom Evangelisk-lutherska kyrkan i Finland mellan åren 1966 och 1981. Han företräddes av Eelis Gulin och efterträddes av Paavo Kortekangas.
Före Kansanahos tillträde på biskopssätet fungerade han 1957-1966 som professor i praktisk teologi vid Teologiska fakulteten vid Helsingfors universitet.
Han är begravd på Sandudds begravningsplats i Helsingfors.